# Eule (Caspar David Friedrich)

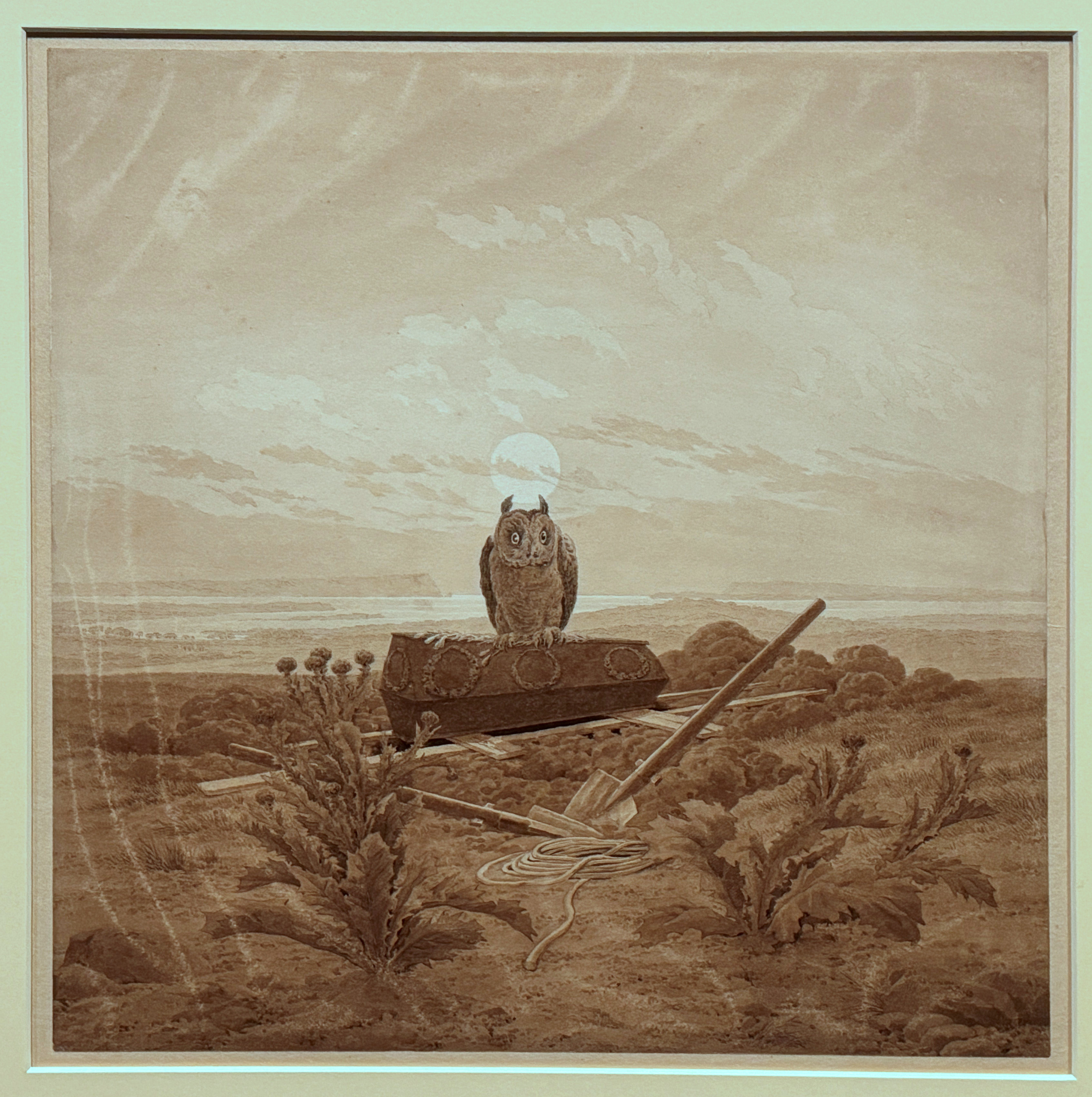
Eule auf einem Sarg, Hamburger Kunsthalle 1835–38

Die Eule bei Caspar David Friedrich (1774–1840) thematisiert ebenso wie Huttens Grab oder Hünengrab am Meer bzw. Hünengrab im Schnee die Motivik von Tod und Vergänglichkeit und nimmt dabei symbolhaft eine zentrale Stellung ein.

## Die Eule bei Caspar David Friedrich
Friedrich schuf Mitte der 1830er Jahre, wenige Jahre vor seinem Tod, mehrere Sepiazeichnungen, in denen die Eulen eine zentrale Rolle zugewiesen wird. Eigentlichen Tierstudien wandte er sich in seinem Spätwerk nicht zu, sondern er sah die Eule in ihrer symbolischen Bedeutung als Nachtvogel und Todesboten und des Memento mori, aber auch als Symbol der Weisheit an. Die Eule ist bei Friedrich im Vergleich zu den anderen Bildelementen überproportional groß dargestellt. Das ist auch bei den dargestellten Spaten auf, oder in dessen Nähe die Eule sitzt, der Fall. Auf der Hamburger Sepiazeichnung wird der Betrachter förmlich durch den Blick der Eule fixiert.  So den außenstehenden Betrachter fixierend stellte Friedrich sonst nur in seinen Selbstporträts dar. Friedrich konnte sich wohl selbst mit der Eule identifizieren. Zumindest hatten so manche seiner Zeitgenossen ihn für einen eigentümlichen Kauz gehalten. Friedrich schuf in den 1830er Jahren eine ganze Reihe von Grabesdarstellungen. Hünengrab im Schnee von 1808 zeigt, dass er auch weit vorher sich mit der Thematik Tod befasste. Er malte auch den Eingang zum Trinitatisfriedhof Dresden, wo sich sein eigenes Grab befindet. Die ab den 1830er Jahren einsetzende verstärkte Beschäftigung mit dieser Thematik liegt einerseits in seiner zunehmenden Depression begründet. Er erlitt in diesen Jahren aber auch einen Schlaganfall.  Das seit 2011 in einer Privatsammlung in Frankreich befindliche Ölgemälde Friedrichs entstand 1834, mit der Eule auf schmucklosen Baum. Diese stammt aus der Sammlung des französischen Bildhauers David d’Angers, der es von Friedrich selbst erhielt. Sie befand sich dort bis 1874. Dann wechselte sie die Besitzer und geriet 2011 letztlich in Privatbesitz. Dem Louvre in Paris gelang es nicht dieses Werk vom neuen Eigentümer zu erwerben. Die im Besitz der Klassik Stiftung Weimar befindliche Graphitzeichnung Eule am Grabe, die um 1834 entstand, befindet sich im Besitz der Klassikstiftung Weimar. Die 168 × 202 mm große Sepiazeichnung wurde 1960 im Weimarer Stadtschloss aufgefunden. Die Eule erschien bei Friedrich nicht nur am knorrigen Baum, auf dem Sarg am Grab, sondern auch an Bauwerken wie die 1836 geschaffene Sepiazeichnung Eule im gotischen Fenster, die sich in der St. Petersburger Eremitage befindet.

## Rezeption

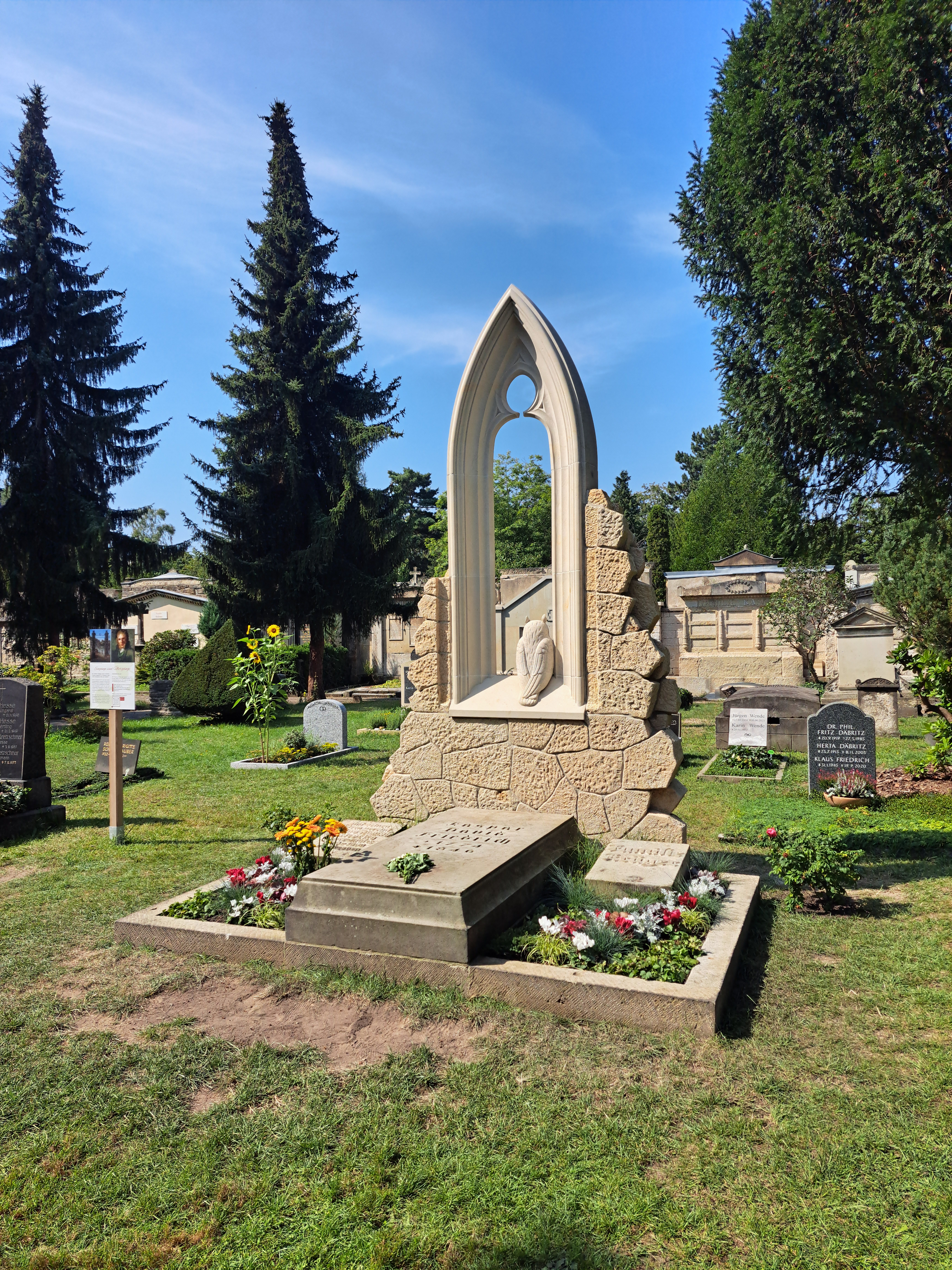
Caspar-David-Friedrich-Denkmal

Es gibt eine Eule aus Stein, die auf Caspar David Friedrichs Eule im gotischen Fenster, die wohl auf die Klosterruine Oybin zurückgeht und enormen Einfluss auf die Dresdner Romantiker einschließlich Friedrich hatte, Bezug nimmt. Es steht als Steinkopie auf seinem Grab in Dresden seit 2024. Sie ist mit der Rückseite  zum Grab ausgerichtet. Geplant war das Denkmal seit 2022. Das Denkmal wurde mit Unterstützung des Kabarettisten Tom Pauls, dem Initiator der Ilse-Bähnert-Stiftung errichtet und kurz vor Friedrichs 250sten Geburtstag am 27. August 2024 eingeweiht. Zu diesem Anlass wurde auch sein
Grab selbst restauriert. Die bei dem Vorbild dargestellte Eule, die auf dem Denkmal zu sehen ist, ist aller Wahrscheinlichkeit nach eine Waldohreule. „Der Entwurf stammt vom Bauingenieur und Restaurator Dirk Böhme, geschaffen wurde es in der Bildhauerwerkstatt Sebastian Hempel, die Waldohreule schuf der Bildhauer Markus Faust“.
Zu weiteren Caspar-David-Friedrich-Denkmalen siehe: Caspar-David-Friedrich-Denkmal

Darstellungen der Eule bei Caspar David Friedrich
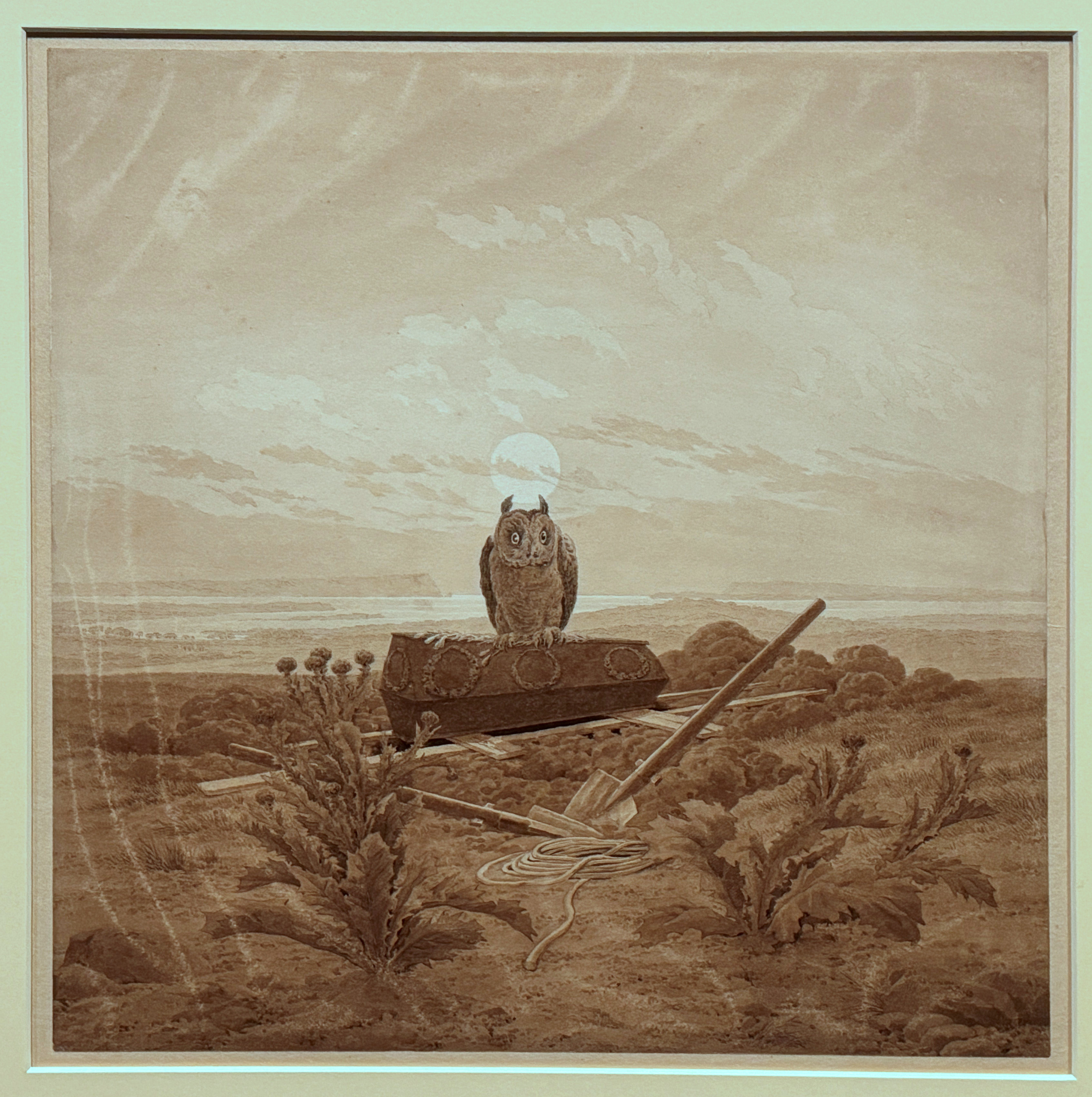
Eule auf einem Sarg, Hamburger Kunsthalle 1835–38
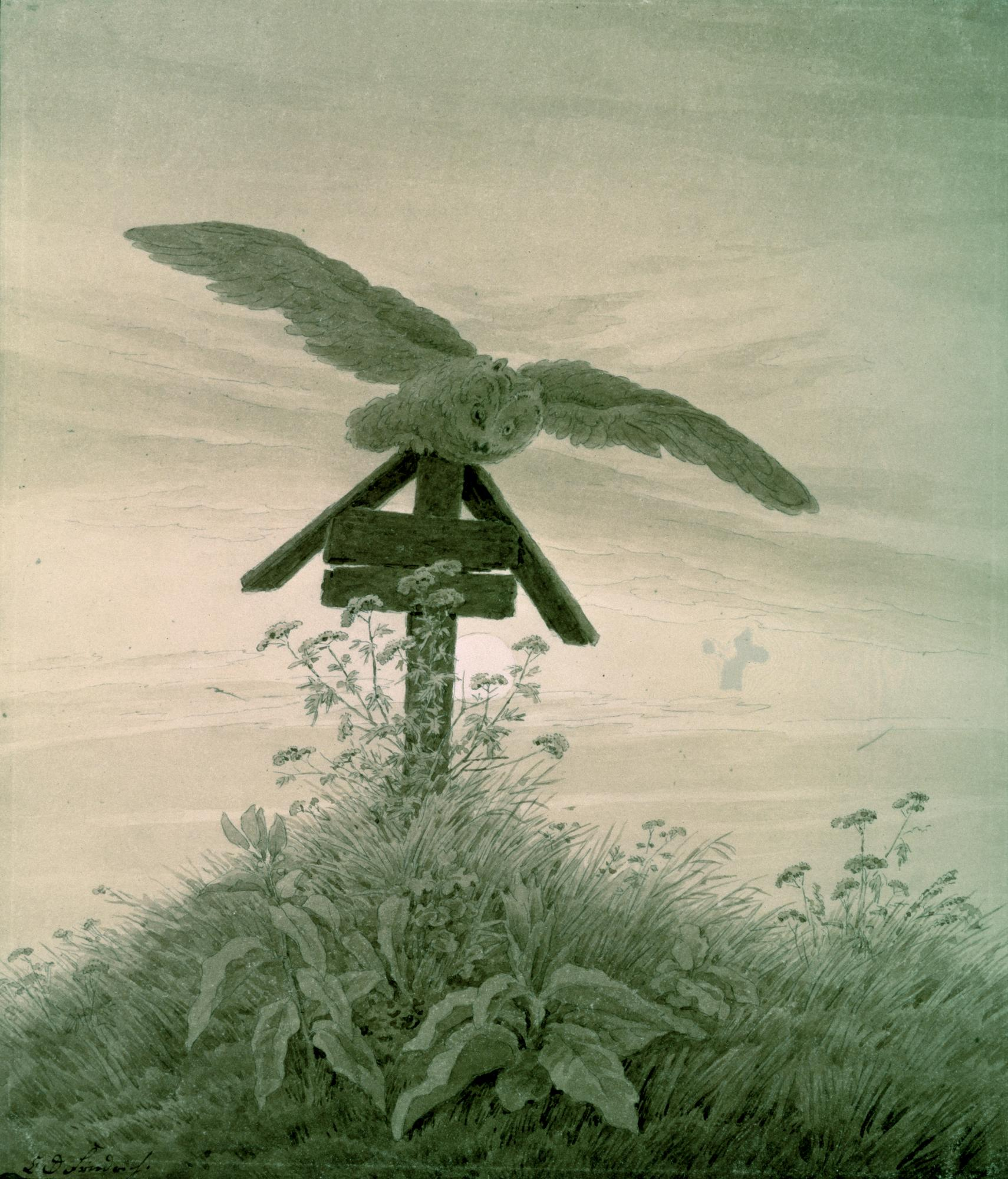
Eule auf einem Grabkreuz 1836/37, Puschkin-Museum in Moskau, Sepiazeichnung
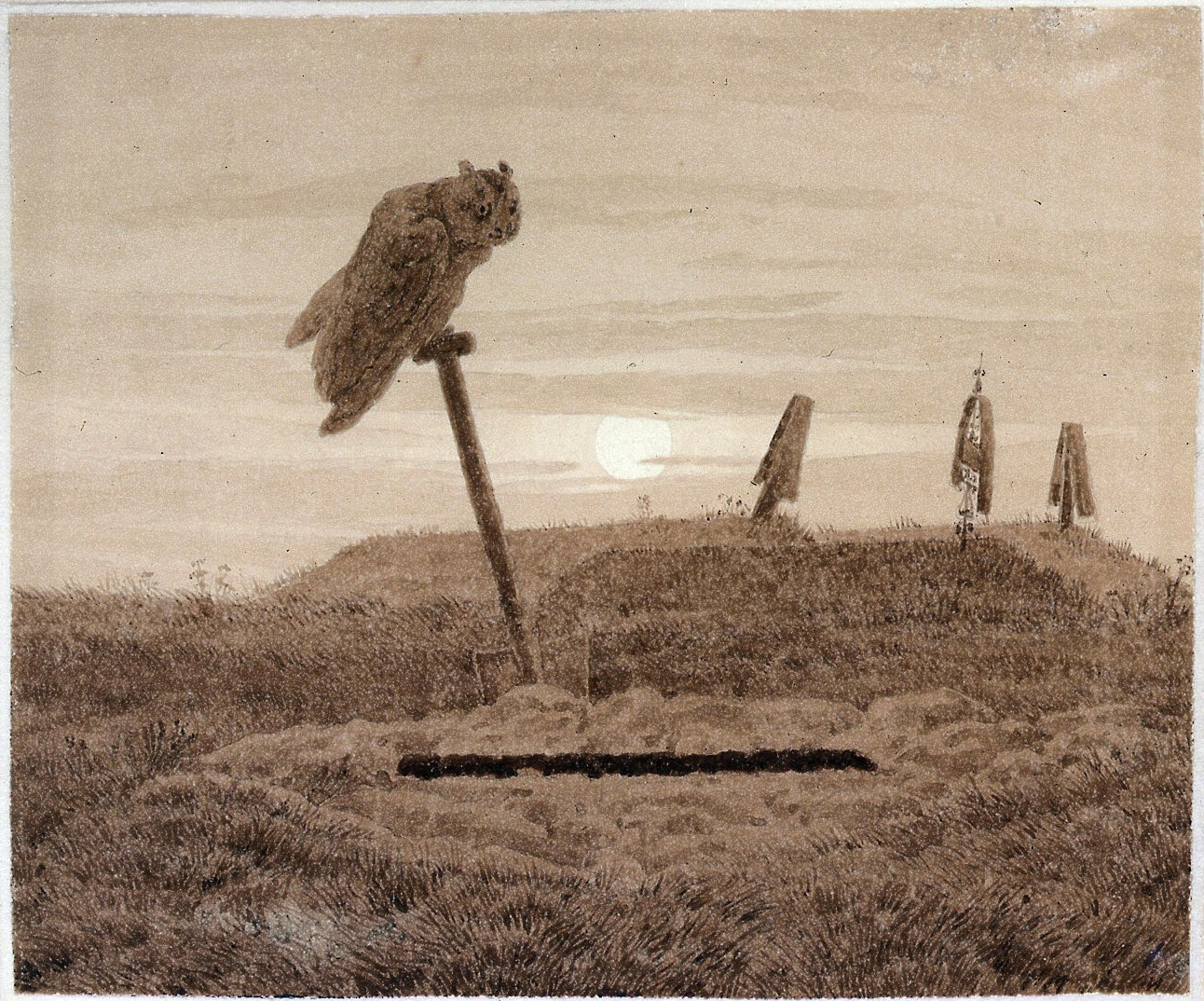
Eule am Grabe um 1834, Klassikstiftung Weimar, Graphitzeichnung
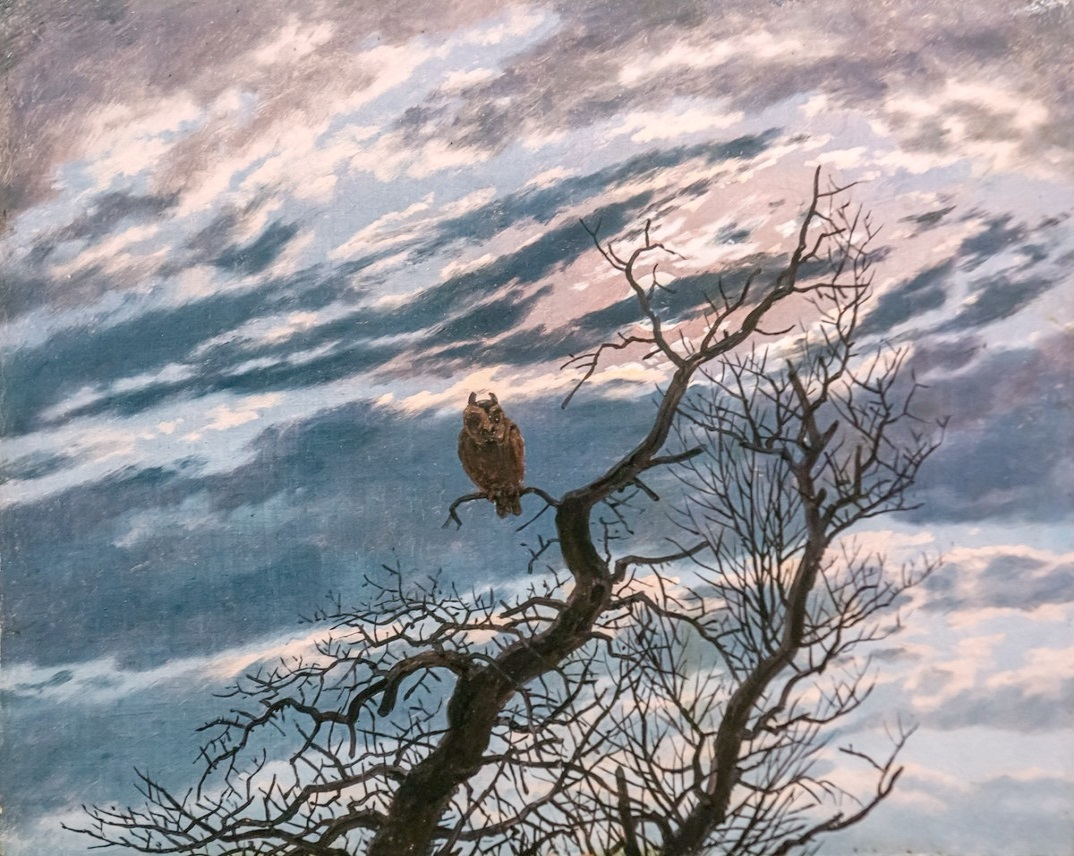
Eule auf schmucklosen Baum, Privatsammlung in Frankreich, Ölgemälde
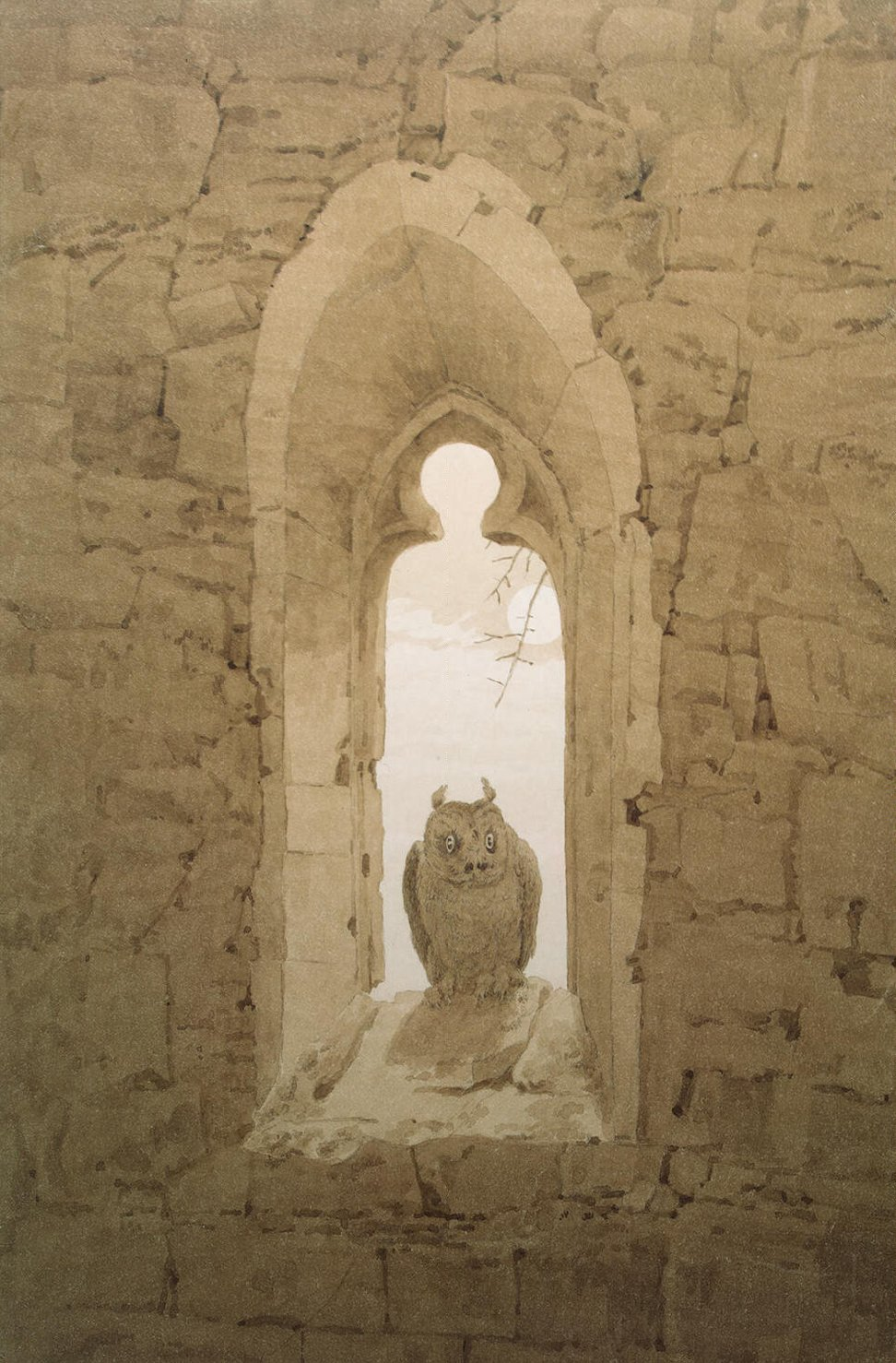
Eule im gotischen Fenster, St. Petersburg 1836, Sepiazeichnung
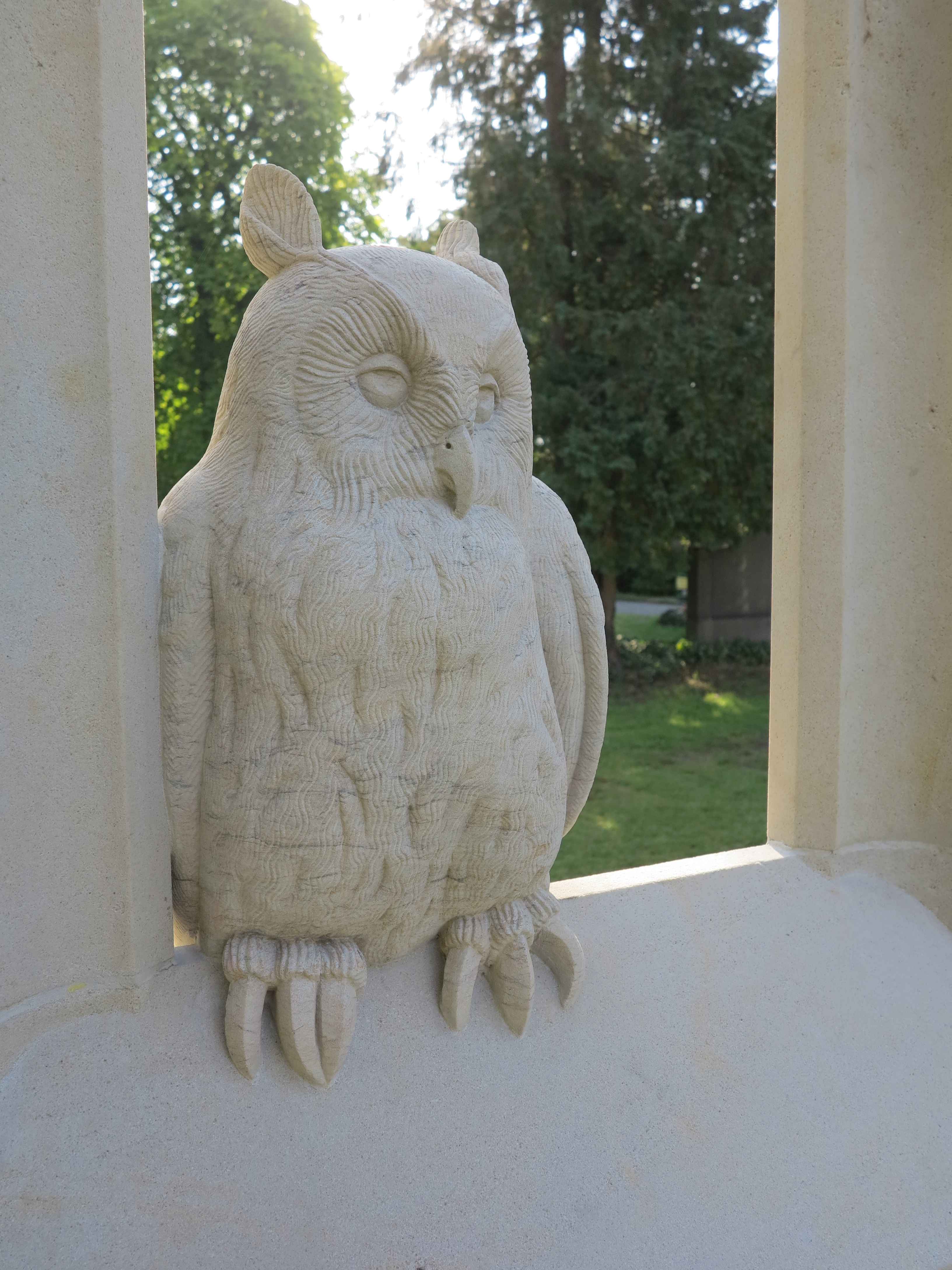
Eule im Fenster auf dem St. Trinitatisfriedhof Dresden